# Tanpura

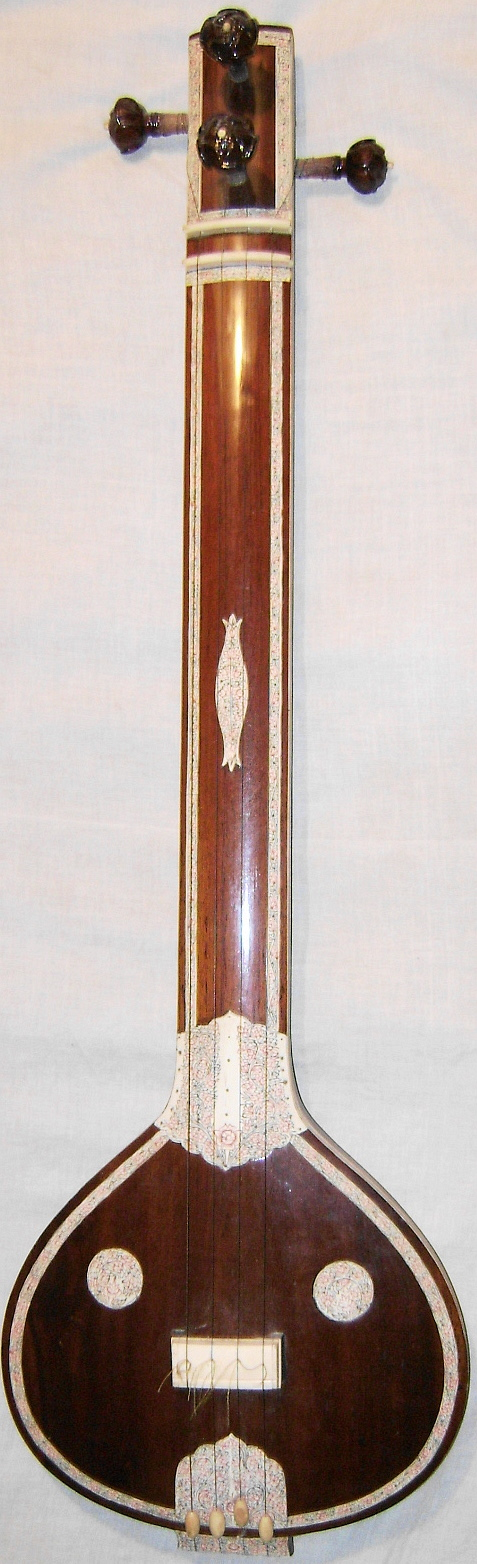
Tanpura

Tanpura, auch tambura, ist eine gezupfte Langhalslaute, die in der indischen Musik als begleitendes Borduninstrument verwendet wird.
Die tanpura erzeugt wie die sitar einen obertonreichen Klang. Korpus und Hals entsprechen der sitar, wobei die tanpura keine Bünde hat. Meistens ist sie aus dem harten Holz des Brotfruchtbaumes geschnitzt. Die tanpura hat meistens vier oder fünf Metallsaiten. Diese werden ungegriffen gezupft. Als ein einfacherer Vorläufer der tanpura gilt die in der Volksmusik von Rajasthan gespielte tandura. Die verwandte tanburo wird als Bordun- und Rhythmusinstrument in der pakistanischen Provinz Sindh gespielt.

## Bauform
Bei der tanpura lassen sich ohne feste Regel mehrere Formen unterscheiden:
Die vocal tanpura ist größer als die instrumental Tanpura. Letztere ist flach gebaut und meist mit fünf dünnen Saiten bespannt, hat einen hellen Klang und wird zur Begleitung von Melodieinstrumenten wie der sitar gespielt. Die Länge beträgt meist 95 bis 115 cm. Die Stimmung des Grundtons liegt etwa bei C.
Die female tanpura ist im Unterschied zur male tanpura mittelgroß und mit vier Saiten bespannt, bei denen der Grundton meistens auf G gestimmt wird. Die Länge beträgt 120 bis 130 cm. Sie hat einen bauchigen Kürbiskorpus und wird zur Begleitung von Sängerinnen gespielt.
Mit einer Länge von 140 bis 150 cm ist die male tanpura besonders groß. Sie ist mit dicken Saiten bespannt, bei denen der Grundton meistens auf C gestimmt wird. Mit ihrem vollen Klang wird sie traditionell zur Begleitung von Sängern gespielt.
Heute wird von manchen Musikern in Konzerten die tanpura durch eine „elektronische Tanpura“ (electronic tanpura) ersetzt. Der kleine elektronische Kasten ähnelt der shrutibox.
Im 19. Jahrhundert gab es eine sursotta genannte kürzere Variante mit einem tiefbauchigen Korpus, aber ohne Hals, die nur 37 Zentimeter lang war.

## Stimmung
Bei der Tanpura werden verschiedene offene Stimmungen als Normalstimmung angewendet. Die Wahl der Stimmung wird von dem zu spielenden Raga bestimmt.
Beispiele für die Stimmung der viersaitigen male tanpura mit C als Grundton. Die indischen Bezeichnungen sind in Klammern angegeben:
- Die häufigste Stimmung: Quinte – Oktave – Oktave – Grundton  (Pa – Sa^ – Sa^ – Sa)
- Quarte – Oktave – Oktave – Grundton  (Ma – Sa^ – Sa^ – Sa)
- Septime – Oktave – Oktave – Grundton  (Ni – Sa^ – Sa^ – Sa)
- Sexte – Oktave – Oktave – Grundton  (Dha – Sa^ – Sa^ – Sa)

Es gibt keine einheitliche Notation in der indischen Musik. Die höhere Oktave wird hier mit ^ gekennzeichnet. Siehe auch Indische Notation von Ragas.